# Annette Tison
Annette Tison (* 27. Dezember 1942 in Hossegor; † 28. Juni 2010 in Paris) war eine französische Zeichnerin und Architektin.

## Leben und beruflicher Werdegang
Tison kam an der Atlantikküste in der Region Aquitanien als Tochter des Bauleiters Henri Tison (1901–1972) zur Welt. Nach der Schule ging sie 1965 nach Paris, um an der École Spéciale d’Architecture zu studieren. Sie verließ diese 1968 mit einem Abschluss in Architektur. In Paris lernte sie den amerikanischen Biologielehrer Talus Taylor kennen. Aus einer zunächst reinen Arbeitsbeziehung wurde eine Liebesbeziehung und beide heirateten später. Gemeinsam entwickelten sie die Zeichenfiguren und Geschichten rund um Barbapapa, von denen die erste 1970 veröffentlicht wurde. Barbapapa wurde weltweit in 30 Sprachen übersetzt und als Zeichentrickserie umgesetzt. Nach dem Erfolg mied das Paar die Öffentlichkeit und lebte sehr zurückgezogen abwechselnd in San Francisco und Paris, wo Talus Taylor 2015 starb.